# Агуаскалиентес (град)
Вижте пояснителната страница за други значения на Агуаскалиентес.
Агуаскалиентес (на испански: Aguascalientes) е столицата на едноименния централен щат Агуаскалиентес в Мексико и административен център на община Агуаскалиентес. Агуаскалиентес е разположен на 1888 м н.в. и е с население от 663 671 души (2005).

## История
Градът е основан на 22 октомври 1575 година.